# Marian Norkowski
Marian Stanisław Norkowski (ur. 17 maja 1935 w Toruniu, zm. 7 marca 2001 w Warszawie) – polski piłkarz.
Wychowanek Pomorzanina Toruń. W 1952 przeszedł do Polonii Bydgoszcz, w której grał do 1970, w tym 7 sezonów w I lidze, zdobywając 91 goli. Król strzelców I ligi (1960) - 17 goli. Rozegrał jeden mecz w barwach Gwardii Warszawa przeciwko szwedzkiemu Djurgardens IF w Sztokholmie w ramach Pucharu Europy Mistrzów Krajowych w 1955. Reprezentant Polski – 6 występów w kadrze i 1 gol. Był w składzie reprezentacji Polski na igrzyska olimpijskie 1960 w Rzymie. Po zakończeniu kariery pracował bez większych sukcesów jako trener, m.in. w Polonii Bydgoszcz.
Został pochowany na cmentarzu katolickim św. Wincentego à Paulo w Bydgoszczy. 7 marca 2009, w ósmą rocznicę śmierci, na frontowej części trybuny głównej stadionu Polonii Bydgoszcz została odsłonięta tablica pamiątkowa piłkarza, którą ufundowali kibice.